# Philippe Mestre
Pour les articles homonymes, voir Mestre.
Philippe Mestre, né le 23 août 1927 à Talmont (devenue Talmont-Saint-Hilaire), dans la Vendée, et mort le 25 avril 2017 dans le 6e arrondissement de Paris, est un homme politique français.
Député de la Vendée de 1981 à 1993, il est ministre des Anciens Combattants et Victimes de guerre de 1993 à 1995.

## Carrière
Diplômé de l'École nationale de la France d'outre-mer en 1951, Philippe Mestre commence sa carrière comme attaché parlementaire de son oncle Pierre-Olivier Lapie.
Nommé administrateur de la France d'Outre-Mer, il est successivement chef adjoint de cabinet du gouverneur de l'Afrique-Équatoriale française (1951), chef de district au Congo-Brazzaville (1952-1957), directeur de cabinet du haut-commissaire au Congo (1957-1960), sous-préfet de Cassaigne en Algérie et directeur adjoint chargé de l'information à la délégation générale en Algérie (1961), directeur de cabinet du préfet d'Indre-et-Loire (1962), président de la Mission interministérielle pour les rapatriés d'outre-mer (1969-1970), préfet du Gers 1970-1971, préfet de la région Basse-Normandie, préfet du Calvados 1973-1976, préfet de la région Pays de la Loire, préfet de la Loire-Atlantique 1976-1978.
Il appartient aux cabinets de Pierre Messmer, ministre des Armées (1964-1969), et de Jacques Chaban-Delmas, Premier ministre (1969-1972), avant de diriger, de 1978 à 1981, le cabinet de Raymond Barre, Premier ministre. En 1980, le directeur général du Service de documentation extérieure et de contre-espionnage (future DGSE), Alexandre de Marenches, lui propose de prendre sa relève, mais le pouvoir socialiste nouvellement élu l'année suivante écarte cette possibilité.
Élu député de la Vendée (1re circonscription) en 1981, il est réélu en 1986 à la proportionnelle, puis en 1988 et en 1993 dans la deuxième circonscription de la Vendée.
Vice-président de l'Assemblée nationale (1986-1988), il est membre de l'UDF, dont il est le délégué général adjoint aux adhérents directs. Il dirige la campagne présidentielle de Raymond Barre en 1987-1988.
En 1983, il échoue à se faire élire maire de La Roche-sur-Yon contre le sortant Jacques Auxiette (PS) et est vice-président du conseil régional des Pays de la Loire de 1986 à 1998.
Il est ministre des Anciens Combattants et Victimes de guerre du gouvernement Édouard Balladur de 1993 à 1995.
Il est PDG de la société éditrice du quotidien régional Presse-Océan de 1981 à 1993.

## Publications
- Quand flambait le Bocage, éd. Robert-Laffont, 1970
- Demain, rue Saint-Nicaise, éd. Robert-Laffont, 1990  (ISBN 2-221-06946-3)
- Devant douze fusils, éd. France-Empire, 2000  (ISBN 2-7048-0896-1)
- Un acte manqué : si Pétain avait rallié Alger en 1942, éd. France-Empire, 2012  (ISBN 978-2-7048-1164-9)
- Mon roi d'un an : François II, éd. France-Empire, 2013

Quand flambait le bocage est adapté pour la chaîne de télévision TF1 en 1978 par Claude-Jean Bonnardot avec Véronique Delbourg, Bruno Pradal, Marie-Georges Pascal et Jenny Arasse.

## Récompenses et distinctions

### Décorations
- Commandeur de la Légion d'honneur
- Officier de l'ordre national du Mérite
- Croix de la Valeur militaire
- Officier de l'ordre du Mérite agricole